# Praga dos capacitores

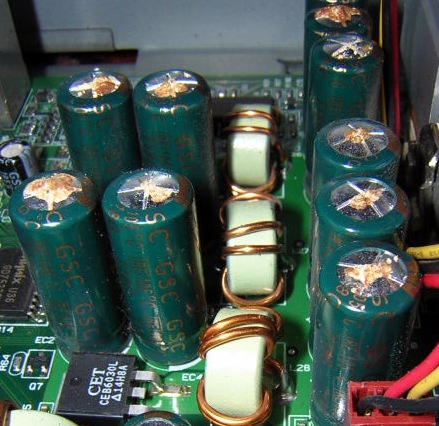
Capacitores eletrolíticos falhos. Respiros abertos no topo das latas, e resíduo seco visível do eletrólito (cor de ferrugem).

A praga dos capacitores foi um problema relacionado a uma taxa de falhas maior que a esperada para capacitores eletrolíticos de alumínio não-sólidos entre 1999 e 2007, especialmente aqueles de alguns fabricantes de Taiwan. A causa foi composição errada do eletrólito, o que causou corrosão acompanhada de geração de gás, muitas vezes rompendo o invólucro do capacitor pela acumulação de pressão interna.
Altas taxas de falha ocorreram em muitas marcas conhecidas de eletrônicos, e foi particularmente evidente em placas-mãe, placas de vídeo e fontes de alimentação de computadores pessoais, levando à falha prematura desses dispositivos.

## Responsabilidade
A edição de novembro/dezembro de 2002 da Indústria de Componentes Passivos, seguindo a sua primeira história sobre eletrólitos defeituosos, informou que alguns dos grandes fabricantes taiwaneses de capacitores eletrolíticos estavam negando a responsabilidade decorrente dos produtos defeituosos.
Enquanto os clientes industriais confirmaram as falhas, eles não foram capazes de rastrear a fonte dos componentes falhos. Os capacitores defeituosos eram marcados como "Tayeh", "Choyo", ou "Chhsi", etc, ou seja marcas até então desconhecidas. As marcas não eram facilmente ligadas a empresas ou marcas familiares. Capacitores eletrolíticos falhos de marcas bem conhecidas podem ter falhado por causas não relacionadas a defeito do eletrólito.
A fabricante da placa-mãe ABIT Computer Corp. foi a única fabricante que admitiu publicamente ter usado em seus produtos capacitores defeituosos obtidos de produtores taiwaneses. No entanto, a empresa não quis revelar o nome do fabricante que forneceu os capacitores ruins.

## Sintomas visíveis

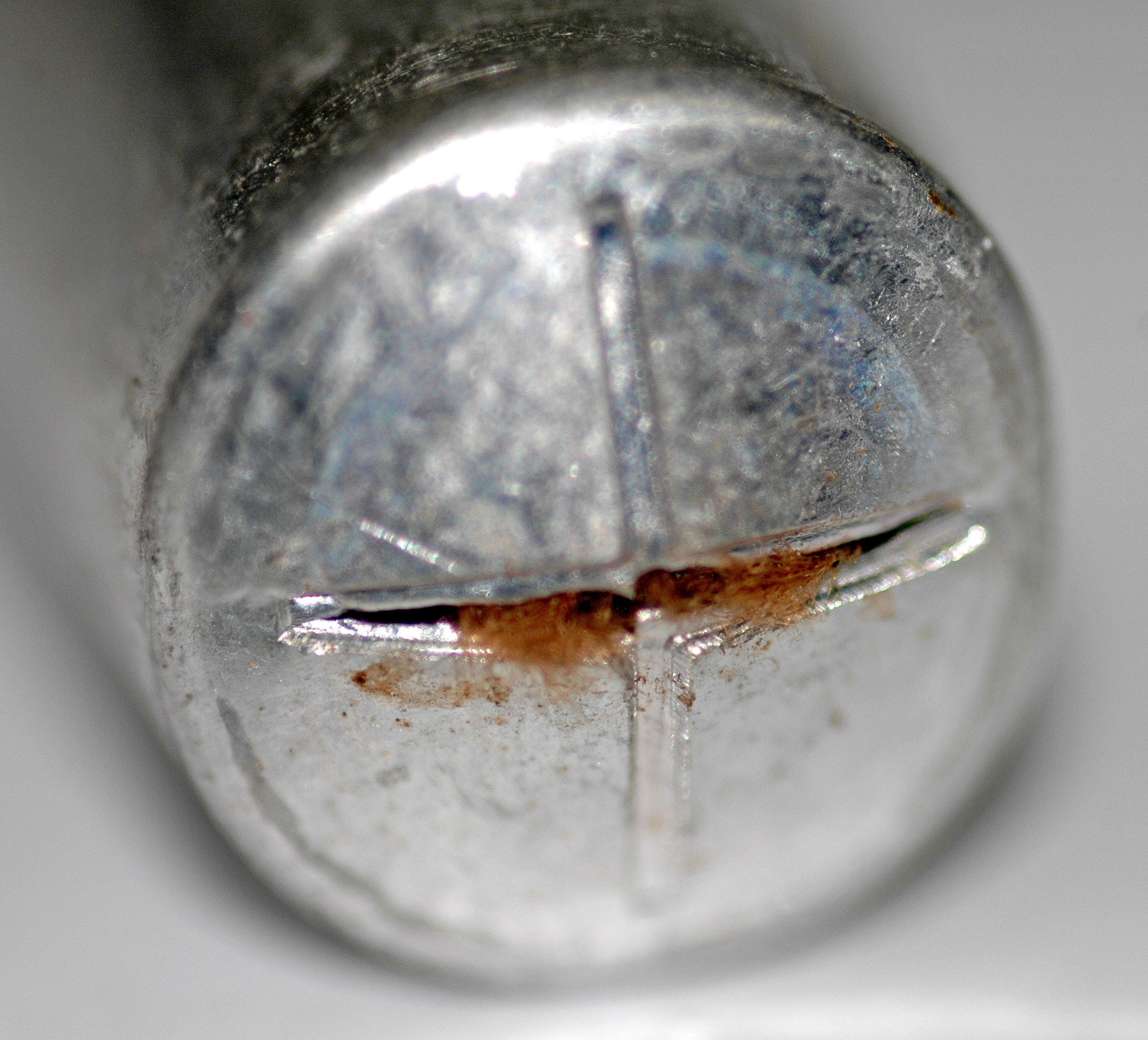
Close de um capacitor que falhou. Seu respiro abriu e o eletrólito secou.

Ao analisar uma falha de dispositivo eletrônico, a falha de capacitores pode ser facilmente reconhecida por sintomas claramente visíveis, que incluem os seguintes:
- Estufamento do respiro na parte superior. (O "respiro" é marcado na parte superior do invólucro do capacitor cilíndrico, formando uma emenda que destina-se a romper-se para aliviar a pressão acumulada dentro, evitando uma explosão, mais ou menos como a válvula de segurança de uma panela de pressão.)
- Respiro quebrado ou rachado, muitas vezes acompanhada de crostas parecidas com ferrugem: depósitos de eletrólito seco.
- Carcaça do capacitor assentada torta na placa do circuito, causado por o tampão de borracha inferior ser empurrado para fora. Às vezes com o eletrólito vazado na placa pela base.[6] Não confundir com cola, às vezes posta para prevenir choques físicos contra o capacitor. A cola em si é inofensiva.

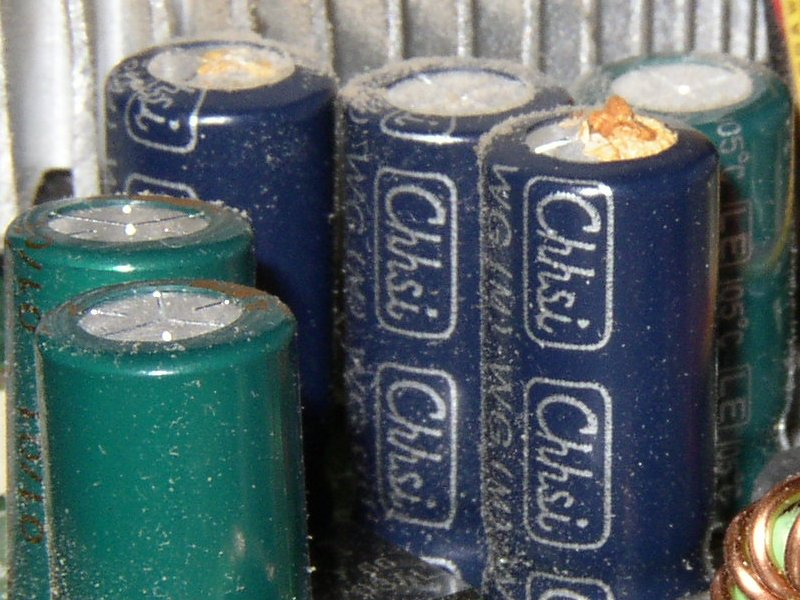
Capacitor Chhsi falho com acúmulo de eletrólito no topo (parecendo ferrugem).
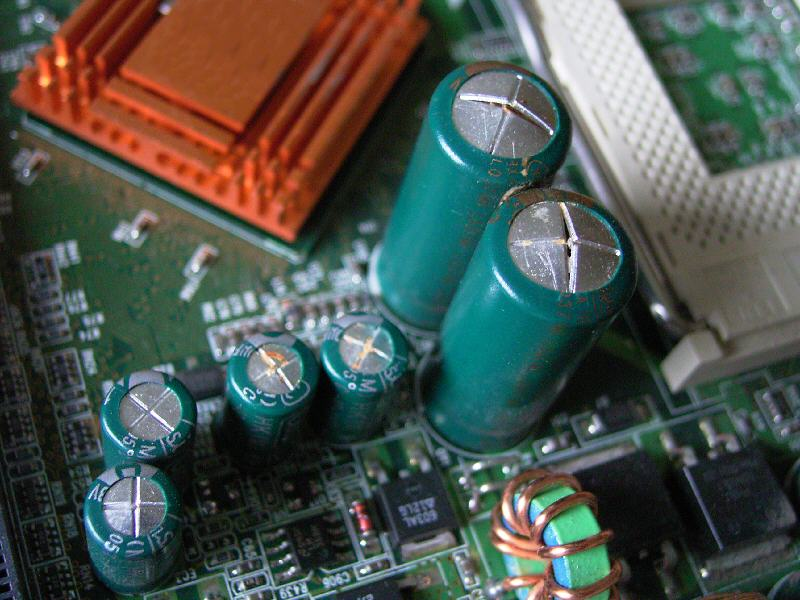
Capacitores falhos próximos ao soquete da CPU de uma placa-mãe.
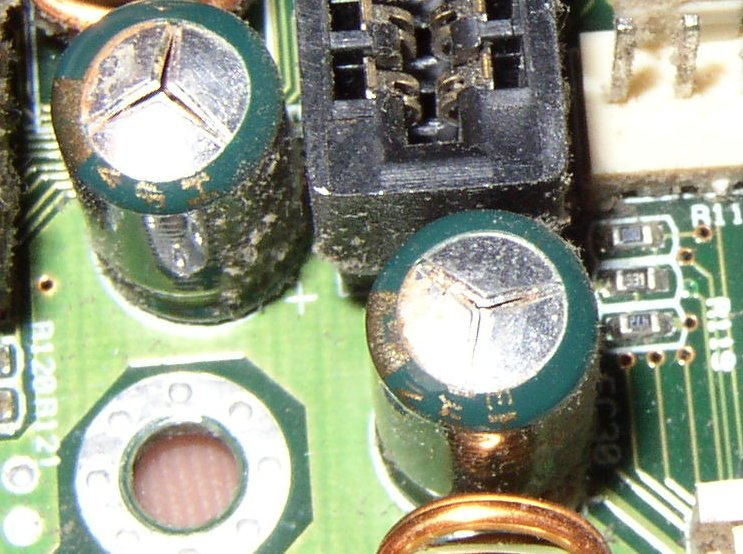
Capacitores Tayeh falhos que ventilaram subitamente pelos seus topos de alumínio.
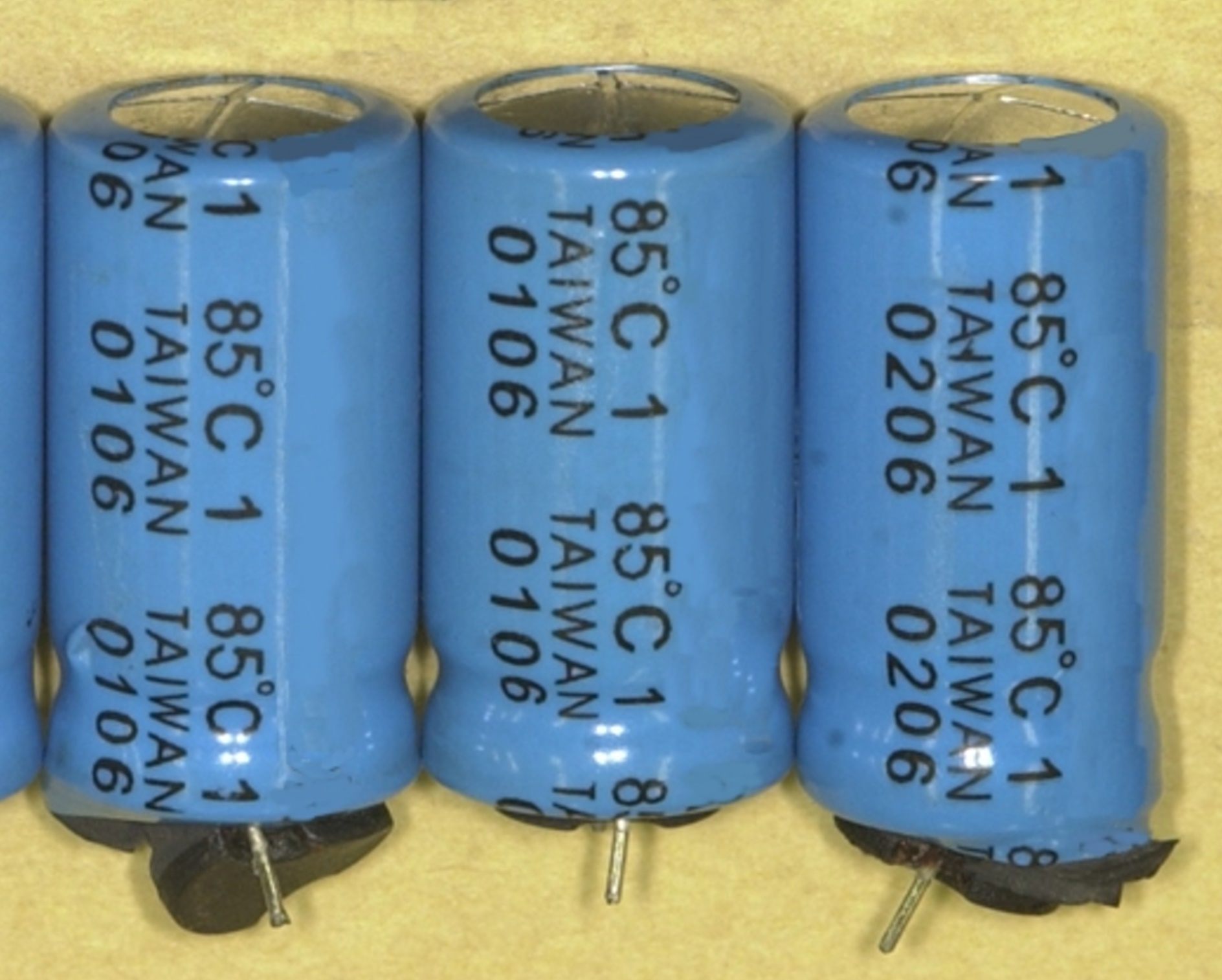
Capacitores eletrolíticos falhos com os topos da lata estufados, e que expeliram seus tampões de borracha.
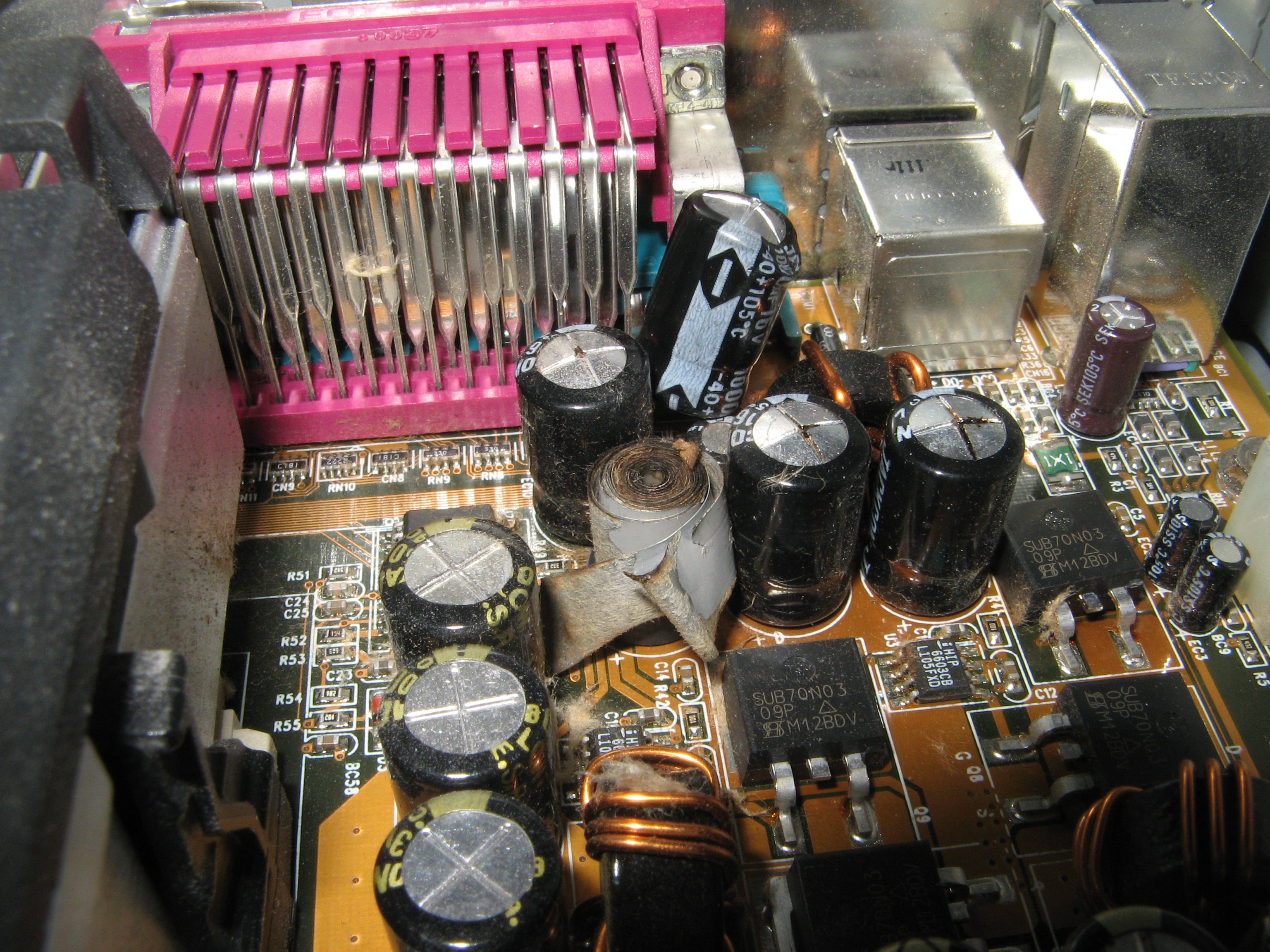
Capacitor falho que explodiu e expôs seus elementos internos. Outro estourou parcialmente seu encapsulamento.
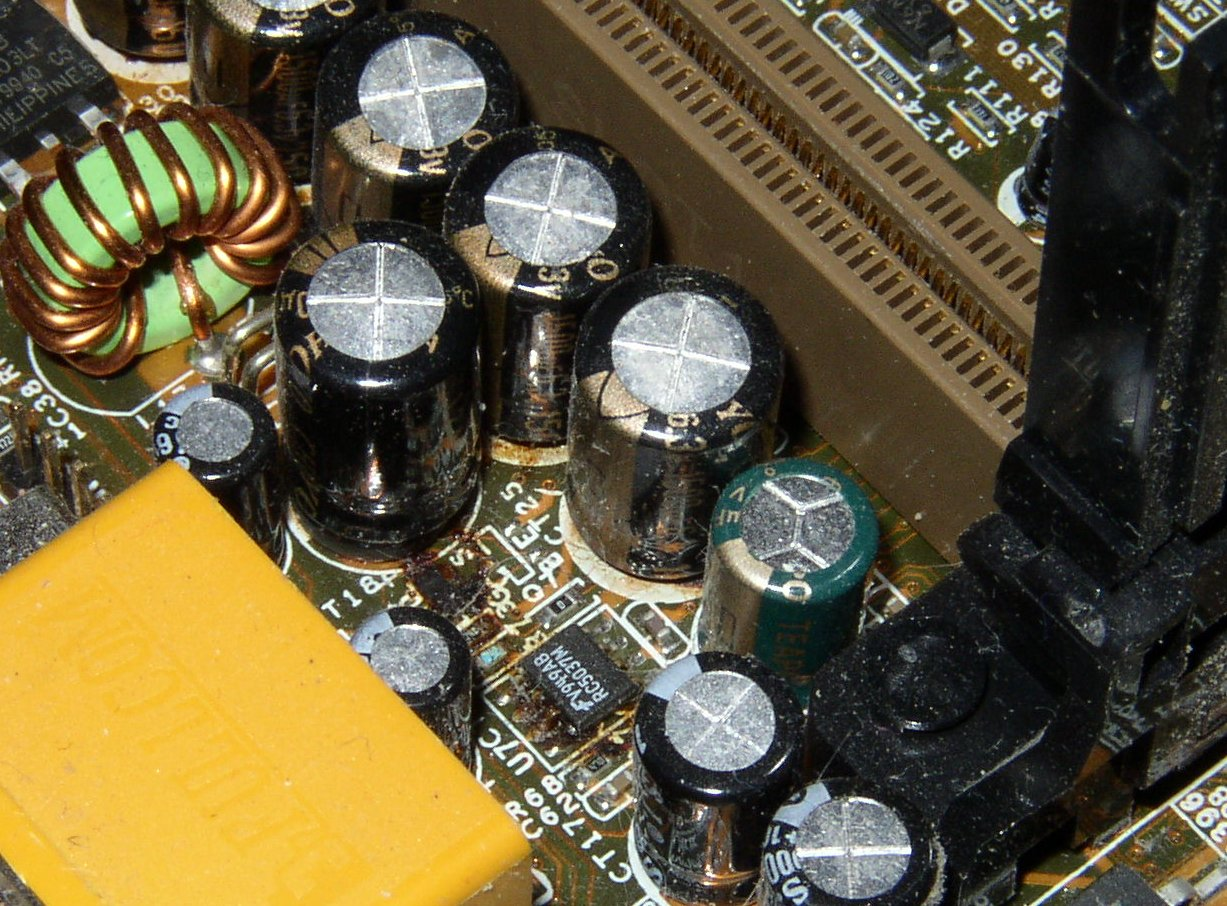
Capacitores falhos Choyo (cor preta) que vazaram eletrólito amarronzado na placa-mãe.

## A espionagem industrial implicada
A espionagem industrial estava implícita na praga dos capacitores, devido ao roubo da fórmula (errada) de eletrólitos. Um cientista que trabalhava no Japão, empresa Rubycon, deixou a companhia e foi trabalhar na China, levando consigo a fórmula de um novo eletrólito à base de água. Uma cópia foi desenvolvida na nova empresa. Depois disto, membros da equipe de trabalho chinesa desertaram e levaram uma cópia incompleta, da fórmula copiada do Japão, para Taiwan. A fórmula incompleta foi vendida para muitos fabricantes taiwaneses, que fazem capacitores mais baratos que os japoneses.
Porém, estando incompleta, a fórmula não tinha ingredientes essenciais para a estabilidade dos capacitores a longo prazo.
Sem estes ingredientes, o eletrólito permitia a formação livre de gás hidrogênio a partir da água (H2O), que é explosivo.